# الجوبري
عبد الرحيم بن عمر بن أبي بكر جمال الدين الدمشقي، المعروف باسم الجوبري (برز نجمه في الفترة 619 - 1222). كان كاتبًا وباحثًا وعالمًا عربيًا مسلمًا سُوريًّا، في العصور الوسطى، المشهورة بالعصر الذهبي للإسلام، كان الجوبري معروفًا باستنكاره للخيمياء. ولد الجوبري في جوبر، في سوريا، وسافر كثيرًا في جميع أنحاء الإمبراطوريات الإسلامية، بما في ذلك زيارات حتى الهند. من بين الأماكن الأخرى، عاش العالم الجوبري في حران وقونية.
كتب الجوبري كتاب المختار في كشف الأسرار، يفضح فيه الاحتيال الذي رآه يمارسه الخيميائيون والصرافون. كتب أيضًا عن أهل الخيمياء الذين يعرفون ثلاثمائة طريقة للخداع، يصف الكتاب أيضًا تحضير ماء الورد.